# Aviazione Legionaria

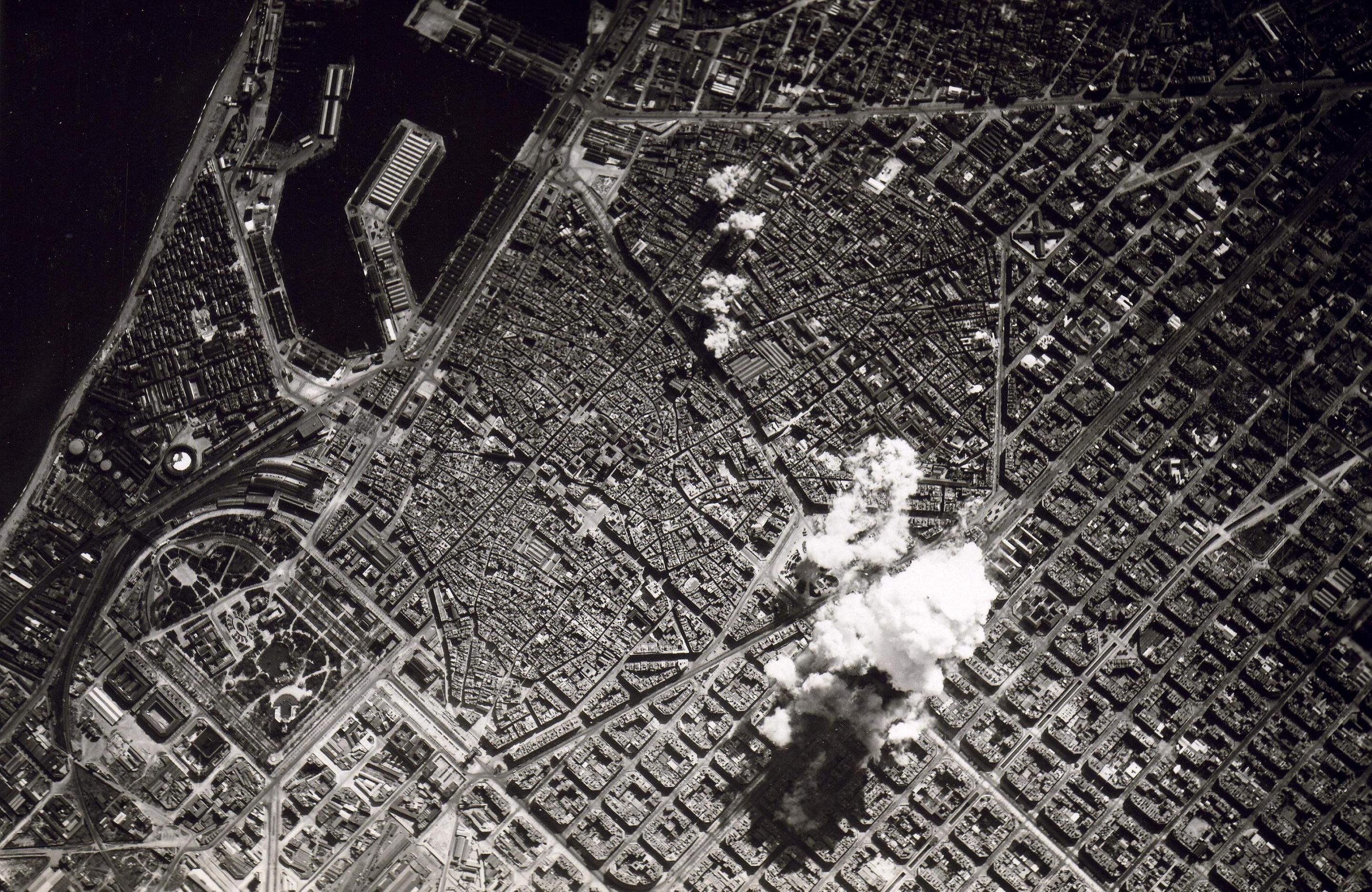
Włoskie bombardowanie Barcelony, marzec 1938

Aviazione Legionaria – włoski lotniczy korpus ekspedycyjny walczący w latach 1936–1939 w wojnie domowej w Hiszpanii po stronie frakcji generała Francisco Franco.

## Działania
Po początkowym okresie wojny, kiedy wojska frankistowskie prowadziły ciężkie walki w Hiszpanii, opanowując jedynie mniejszą część jej terytorium, przywódcy rebelii poprosili III Rzeszę i Włochy o pomoc. Niemcy przysłali lotniczy Legion Condor, zaś Włosi Corpo Truppe Volontarie, składające się z wojsk lądowych i Aviazione Legionaria. Włoscy lotnicy walczyli od sierpnia 1936 roku aż do zakończenia wojny w marcu 1939 roku. Do Hiszpanii trafiło ogółem 758 włoskich samolotów, w tym:
- myśliwce Fiat CR.32 (376 samolotów),
- myśliwce Fiat G.50 (12),
- bombowce Fiat BR.20 (113),
- samoloty bombowo-torpedowe Savoia-Marchetti SM.79 (103),
- bombowce Savoia-Marchetti SM.81 (58),
- samoloty szturmowe Breda Ba.65 (12),
- samoloty morskie różnych typów (ok. 22),
- samoloty transportowe różnych typów (ok. 53),
- samoloty pomocnicze różnych typów (ok. 10).

Spośród licznych akcji bojowych Aviazione Legionaria można wymienić:
- 24 października 1936 roku – zbombardowanie oddziałów republikańskich na Majorce,
- 26 kwietnia 1937 roku – zbombardowanie Guerniki,
- 18 marca 1938 roku – 13 rajdów bombowych na Madryt.

Włoskie samoloty regularnie bombardowały miasta znajdujące się pod władzą republikanów i wspierały oddziały lądowe, współdziałając ściśle z niemieckim Legionem Kondor. Straty Włochów były następujące: zniszczonych 414 myśliwców, 213 bombowców i 44 pozostałe samoloty.

## Włoskie asy lotnicze
- Mario Bonzano – 15 zwycięstw,
- Bruno di Montegnacco – 14,
- Guido Presel – 12,
- Adriano Mantelli – 12,
- Corrado Ricci – 10,
- Guido Nobili – 9,
- Carlo Romagnoli – 9,
- Giuseppe Cenni – 6,
- Granco Lucchini – 5,
- Enrico degli Incenti – 5,